# Kelly Oliver
Kelly Oliver, född 28 juli 1958 i Spokane i Washington, är en amerikansk filosof med inriktning på feminism, politisk filosofi och etik. Hon är professor emerita i filosofi vid Vanderbilt University i Nashville i Tennessee. Oliver är grundare av tidskriften philoSOPHIA.

## Biografi
Kelly Oliver föddes i Spokane 1958. År 1987 avlade hon doktorsexamen vid Northwestern University. Innan hon utnämndes till professor vid Vanderbilt University föreläste hon vid West Virginia University, University of Texas och Stony Brook University.